# Max Drischner
Max Drischner (* 31. Januar 1891 in Prieborn, Landkreis Strehlen, Provinz Schlesien; † 25. April 1971 in Goslar) war ein deutscher Komponist, Kantor, Organist und Cembalist.

## Leben und Werk
Max Drischner legte sein Abitur am Gymnasium in Züllichau ab. 1910 begann er in Leipzig und Breslau ein Theologiestudium, brach es jedoch nach sieben Semestern ab, um an der Berliner Hochschule für Musik Orgel, Klavier und Cembalo zu studieren. Im Hauptfach war Wanda Landowska seine prägende Lehrerin.
Von 1916 bis zum Ende des Ersten Weltkriegs war er freiwilliger Krankenträger vor Verdun. Dort erlitt er eine nicht heilbare Verletzung der linken Hand.
Nach dem Krieg erwarb er sich autodidaktisch umfangreiche Kenntnisse über vorbachsche Musik, gab erste Cembalokonzerte in Breslau (1920) und in Brieg (1923). Er wurde in Brieg von Paul Hielscher in Orgelspiel und Chorleitung unterwiesen. 1923 gründete er dort einen Jugendchor, der später mit dem Chor von St. Nikolai in Brieg vereint wurde. 1924 wurde er zum Kantor und Organisten von St. Nikolai in Brieg berufen.
In seiner Brieger Amtszeit komponierte er den Hauptteil seiner Orgel- und Vokalwerke, führte seinen Chor zu weithin beachteten Erfolgen, nahm an Chor- und Kirchenmusiktreffen teil, ließ von 1926 bis 1928 die Michael-Engler-Orgel im Sinne der Orgelbewegung restaurieren. Er reiste ab 1927 mindestens sechsmal nach Norwegen, um dort norwegische Volkstöne zu studieren, die grundlegend für viele seiner Kompositionen wurden. Sein Wirken in Brieg wurde 1942 mit der Ernennung zum Kirchenmusikdirektor gewürdigt.
Am 28. Oktober 1937 beantragte Drischner die Aufnahme in die NSDAP und wurde rückwirkend zum 1. Mai desselben Jahres aufgenommen (Mitgliedsnummer 5.597.971).
1928 heiratete er Käthe Petran, 1929 wurde seine Tochter Katharina geboren. Die Ehe wurde nach zehn Jahren geschieden.
Als Brieg im Januar 1945 zur Festung erklärt wurde, floh Drischner nach Prieborn, und später weiter  nach Nesselgrund. Im Juni 1946 kehrte er nach Prieborn zurück, übernahm Organistendienste in der evangelischen Kirche und in der katholischen Kirche des Nachbarortes Siebenhufen.  Im Herbst 1946 wurde er mit seiner Mutter und der Schwester Margarethe aus Schlesien vertrieben. Nach kurzen Stationen in Umsiedlerquartieren von Magdeburg und Eimersleben war er zwei Monate lang Kantor und Organist der Erfurter Augustinerkirche.
Von 1947 bis 1955 lebte Max Drischner in Herrenberg (Württemberg). Wenige Monate war er dort Organist und Kantor der Stiftskirche: nach fünfmonatigem Aufenthalt in der Tübinger Universitätsklinik bestätigte man ihm im Mai 1948, sein Amt aufgrund seiner Leiden nicht mehr ausüben zu können.
1955 zog Drischner nach Goslar, der Patenstadt Briegs. Dort verlieh man ihm 1956 den Kulturpreis der Stadt. In der nahen Kirche des Klosters Grauhof übernahm er Orgelführungen, Orgelkonzerte und „Orgelfeierstunden“ bei „Brieger Treffen“; hier entstanden auch zahlreiche Tonaufnahmen für eine Schallplatte und für Tonband-Rundbriefe an Freunde und Verwandte.
Albert Schweitzer spielte eine bedeutende Rolle in Max Drischners Leben. Dessen Buch über Johann Sebastian Bach hatte er bereits als Schüler gelesen und ihm schon 1910 geschrieben; Schweitzer hatte umgehend geantwortet; damit begann ein lebenslanger Briefwechsel. Persönlich trafen sich beide viermal. Über die Treffen berichtete Drischner in  Freundschaft zwischen dem Urwalddoktor und einem schlesischen Kantor.
Drischner wurde auf dem Friedhof in Lautenthal im Harz beigesetzt.

## Rezeption
Über Drischners Kompositionen schrieb Fritz Feldmann im Lexikon Die Musik in Geschichte und Gegenwart 1973: „Parallel zu der vom Geiste der Jugendbewegung getragenen schlichten, nur der Gemeinde dienenden, nie den Virtuosen herausstellenden reproduktiven Tätigkeit Drischners sind seine Kompositionen, nach seiner eigenen Auffassung, ‚festgehaltene Improvisationen‘, die ganz im Dienst des Kultischen für jedes Gemeindemitglied verständlich sein wollen und moderne Wege meiden, ohne dabei der epigonalen Stilkopie eines bestimmten Vorbildes zu verfallen. Sie sind gekennzeichnet durch eine stets tonale, selbst bei rezitativischen Texten liedhafte Melodik, die besonders der schlesischen und auch der nordischen Folklore verpflichtet ist.“
Erinnerungen an und Dokumente von Max Drischner haben Hanne-Lore Reetz, die Nichte des Komponisten, und Matthias Müller, dem Teile des Nachlasses des Komponisten zugesprochen wurden, gesammelt und aufbewahrt.

## Werke
Die Auswahl beginnt mit den Kompositionen der Edition Schultheiss, d. i. die Reihe der Werke Max Drischners, die der Tübinger Verlag Schultheiss ab 1947 druckte. Die Texte der Titelblätter sind in der Regel mehrteilig: Dem individuellen Titel (z. B. Sonnen-Hymnus oder Lobe den Herren) folgt die Kompositionsgattung (i. B. Passacaglia bzw. Choralfantasie), und dieser schließen sich meist ausführliche Anweisungen zur Aufführung an. Diese drei Teile werden hier stets vollständig wiedergegeben. Hinzugefügt wurden Jahreszahlen der Niederschrift oder des Druckes – in runden bzw. eckigen Klammern.
- Die Weihnachtsgeschichte nach Lukas 2 – Brieger Christnacht 1944 mit Liedern aus der Grafschaft Glatz Für Chor / ein- oder vierstimmig / Einzelstimme und Orgel / statt Orgel Harmonium, Klavier oder Cembalo. (1944)
- Die Ostergeschichte nach den Evangelien Für Chor / ein- oder vierstimmig / Einzelstimme und Orgel / statt Orgel Harmonium, Klavier oder Cembalo (1945)
- Brieger Singe- und Spielbuch 40 Lieder für das ganze Kirchenjahr aus „Ein Neues Lied“ „Der helle Ton“ für eine Singstimme / Geige und Orgel oder einstimmigen Chor / Geigenchor und Orgel. Statt Geige auch andere Melodieinstrumente / etwa Flöte / Oboe / Trompete / Blockflöte. Statt Orgel: Harmonium / Klavier oder Cembalo [1935]
- Brieger Singe- und Spielbuch zweiter Teil, Volkslieder für offenes Singen, Schul- und Hausmusik für eine Singstimme, Geige und Klavier oder einstimmigen Chor, Geigenchor u. Klavier (Cembalo, Kleinorgel oder Harmonium) Statt Geige auch andere Melodieinstrumente, etwa Flöte, Oboe, Trompete, Blockflöte. Statt Klavier auch drei Geigen u. Cello (Laute, Guitarre) [1935]
- Der Herr ist mein Hirte (Psalm 23) für Sopran, Alt, 1 Männerstimme ad lib. und Orgel (Harmonium) oder Klavier (1943)
- Herr Gott, du bist unsere Zuflucht (Psalm 90) für 2 Singstimmen (2-stimmigen Chor) und Orgel (Harmonium) oder Klavier und Orgel (1943)
- Tübinger Psalmen für eine Singstimme, Geige und Orgel (oder Chor, Melodieinstrument und Tasteninstrument) (1948): Aus der Tiefe ruf' ich, Herr, zu dir (Psalm 130) – Herr, du erforschest mich und kennest mich (Psalm 139) – Ich liege und schlafe ganz mit Frieden (Psalm 4, Vers 7,9 und Psalm 74, Vers 16)
- Motetten: Liederblätter mit: Es sollen wohl Berge weichen (1924) – Selig sind die Toten (1944) – Wir warten des Heilands (1949)
- Vier Chorgesänge für vierstimmigen Chor; Liedblatt [1959] mit: Halleluja (1923) – Hör die Kirchenglocken rufen – Gib Frieden, Herr, gib Frieden – So wünsch ich euch ein gute Nacht
- Zwei Weihnachtslieder aus der Grafschaft Glatz für vier gemischte Stimmen und Das Glatzer Dreikönigslied für drei gleiche Stimmen (1950–1951); Liedblatt mit: Von seinem ew'gen festen Thron – Gelobt sei Gott, gelobt sein Sohn – Drei Könige aus Morgenland kamen gezogen
- Lieder zur Jahreswende nach Texten von Arno Pötzsch für vierstimmigen Chor; Liedblatt mit: Nun schlägt die Stunde (1950) – Das Jahr geht hin (1951) – Der Eine kommt, der Andre geht (1951) – Du Gott, du bist das Leben (1951)

- Choralvorspiele für Dorforganisten für Orgel (Harmonium) oder Klavier (deutsch, norwegisch) (1954) (Eivind Berggrav gewidmet)
- Choralvorspiele für Orgel (mit Pedal) (1954) (Helene Schweitzer gewidmet)
- Praeludium und Fuge in a-moll für Orgel (1923) (Albert Schweitzer gewidmet)
- Lobe den Herren Choralfantasie für Klavier (Cembalo) oder Orgel (Harmonium) (1918)
- Vom Himmel hoch, da komm ich her Choralfantasie für Orgel (1917 und 1923)
- Wachet auf, ruft uns die Stimme Choralfantasie für Orgel (1923)
- Wie schön leuchtet der Morgenstern Choralfantasie für Orgel (1929)
- Nordische Kanzonen für Orgel oder für Klavier zu vier Händen 2 Bände (1940) (Margarete Drischner gewidmet)
- Nordische Toccata und Fuge g-Moll (1936) (Ingolv Nilssen gewidmet)
- Nordische Fantasie a-Moll für Orgel (1956) (Arild Sandvold gewidmet)
- Norwegische Variationen Sechs Reihen Variationen über alte norwegische Volkstöne für Klavier (Cembalo, Klavichord) oder Orgel (mit 2 Manualen und Pedal oder Kleinorgel ohne Pedal) oder Streichquartett (Streichorchester, mit anderen Instrumenten nach Belieben) (1939)
- Norwegische Volkstonsuiten 40 alte norwegische Volkstöne in Form von sechs Suiten für Klavier (Cembalo, Klavichord) oder Orgel (mit oder ohne Pedal) oder Streichquartett (Streichorchester, mit anderen Instrumenten nach Belieben) (1939) (Eivind Berggrav gewidmet)
- Passacaglia c-Moll für Orgel (1923) (Helmut Thörner gewidmet)
- Sonnen-Hymnus Passacaglia in E-Dur für Orgel oder für Klavier zu vier Händen (1924)
- Chaconne f-moll für Orgel oder Klavier (1948) (Meinen aus der Heimat vertriebenen schlesischen Landsleuten)
- Zwei Choralpartiten über Jesu meine Freude und Befiehl du deine Wege für Orgel mit oder ohne Pedal, Kleinorgel, Klavier, Cembalo oder Klavichord (1945) (Wanda Landowska gewidmet)
- Glatzer Variationen für Klavier (Cembalo) oder Orgel (Harmonium), Variationen über Lieder aus der Grafschaft Glatz: Schönster Herr Jesu (1934) – O laufet ihr Hirten (1942) – Gelobt sei Gott, gelobt sein Sohn (1942)
- Variationen über das Marienlied Wunderschön prächtige für Orgel mit oder ohne Pedal, Kleinorgel, Klavier, Cembalo oder Klavichord (1949) (den Franziskanern in Grauhof gewidmet)
- Partiten über zwei Weihnachtslieder Es ist ein Ros' entsprungen und In dulci jubilo für Orgel, Harmonium oder Klavier (1950)
- Von Max Drischner herausgegeben: Antonio de Cabezón: 4 Tientos für Orgel, mit oder ohne Pedal, Kleinorgel, Harmonium oder Klavier, Cembalo, Klavichord oder Streichquartett (Streichorchester, auch mit anderen Instrumenten) oder Instrumente aller Art, auch Zupfinstrumente (1953) (Albert Schweitzer gewidmet)

1995 übernahm der Münchener Musikverlag Thomi-Berg diese Sammlung; bis heute heißt sie Edition Schultheiss; allerdings wurde der zweite Band des Brieger Singe- und Spielbuchs herausgenommen.
Auch andere Verlage haben vor und nach dem Kriege Drischners Kompositionen gedruckt; beispielsweise
- Spielmannslieder, Lautenbegleitung für Texte von Paul Steinmüller [Greiner & Pfeiffer, Stuttgart 1923]
- Variationen über Deutschland, Deutschland über alles für Orgel [Littmann, Breslau 1933]
- Toccata A-Dur (1916), in der Sammlung „Sunday by Sunday“ von [Hinrichsen, London 1965]
- Teile des Singe- und Spielbuchs I, in der Sammlung „Make a joyful noise“ von  [Concordia Publishing House Saint Louis, Missouri, USA]
- Praeludium d-Moll (1916), in einer Sammlung von [Fentone Music Ltd. Corby Northants 1993]

Von anderen Werken Max Drischners sind  Manuskripte oder Kopien von Manuskripten erhalten.
Hanne-Lore Reetz besitzt Dokumente dieser Art von:
- Lobe den Herrn, meine Seele (Psalm 104) für Solisten, Chor und Orgel (1946)
- Die Schöpfungsgeschichte (1948)
- Messe a cappella (1950 begonnen)
- Der Herr ist mein Hirte (Psalm 23) für vierstimmigen Frauenchor a cappella
- Was betrübst du dich, meine Seele (Psalm 43) für zwei- bis vierstimmigen Chor und Orgel (1946)
- Ist Gott für uns für zwei- bis vierstimmigen Chor und Orgel
- Selig sind die Toten für zwei gleiche Stimmen und Orgel (1944)
- Die 7 Worte am Kreuz für 2-stimmigen Chor: Sopran/Tenor und Alt/Bass
- Auf diesen Tag bedenken wir (1947) und Komm, heiliger Geist, Herre Gott (1947), 2 Choräle für 1 Singstimme und eine figurierte Begleitstimme

- Choralvorspiele für Orgel (ohne Pedal): Mir ist Erbarmung widerfahren (1945) – Nun lasst uns Gott, dem Herren (1945) – O komm, du Geist der Wahrheit (1946) – Christ lag in Todesbanden (1947) – Herr Jesu Christ, dich zu uns wend (1947) – Such, wer da will, ein ander Ziel (1947) – Herr Gott, dich loben alle wir (1947) – Allein zu dir, Herr Jesu Christ (1947) – O little town of Bethlehem (1955)
- Trio h-Moll für Orgel
- Fugen für Orgel: c-Moll (1918), d-Moll (1923)
- Präludien mit Fugen für Orgel: g-Moll (1931), A-Dur (1933), a-Moll (norwegisch) (1935)
- Präludium (Toccata), Fuge und Chaconne G-Dur für Orgel (1943)
- Schönster Herr Jesu Variationen für Orgel (1919)
- Wie soll ich dich empfangen Choral mit 8 Variationen für Orgel (1943)
- Wilhelmus von Nassauen (1934)
- Deutschland, heiliges Wort Orgelhymnus (1940)
- Largo für Laute (1924)
- Variationen für Laute über O Haupt voll Blut und Wunden (1931)
- Je vier Variationen für 3 Geigen über die norwegischen Weihnachtslieder O store konge, Davids sönn (1933) und Hovr er dat godt å laude (1933)
- Geigenchor in D-Dur einstimmig mit Orgel oder Klavier
- Memento mori Norwegischer Choral für 3 Geigen (1937)
- Es ist ein Ros entsprungen Choral und 2 Variationen für 3 Geigen (1948)

Friedrich Kudell und Peter Zerbaum nennen in ihren Verzeichnissen weitere Manuskripte:
- Lass dich nicht ängstigen (Text der Heiligen Therese von Avila) für zwei- bis vierstimmigen Chor und Orgel (1946)
- Wer will uns scheiden von der Liebe Gottes für Chor und Orgel

Matthias Müller besitzt nach eigenen Angaben Manuskripte von
- Heilig Vaterland Orgelhymnus (1940 ?) und
- Die Kunst der Fuge von JS Bach, Bearbeitung von Max Drischner für die Engler-Orgel zu vier Händen (um 1935)

Im Verzeichnis von Bryan Hesford findet man weitere Kompositionen von Max Drischner; manche von ihnen gingen in den Nachkriegsjahren verloren.